# 1re cérémonie des Georgia Film Critics Association Awards
La 1re cérémonie des Georgia Film Critics Association Awards (GFCA Awards), décernés par la Georgia Film Critics Association (GAFCA), a eu lieu le janvier 2012, et a récompensé les films réalisés l'année précédente.

## Palmarès

### Meilleur film
- The Tree of Life
  - Les Aventures de Tintin : Le Secret de La Licorne (The Adventures of Tintin : The Secret of the Unicorn)
  - Another Earth
  - The Descendants
  - Drive
  - Le Stratège (Moneyball)
  - La Taupe (Tinker Tailor Soldier Spy)
  - Cheval de guerre (War Horse)
  - We Need to Talk about Kevin
  - Young Adult

### Meilleur réalisateur
- The Tree of Life – Terrence Malick
  - Drive – Nicolas Winding Refn
  - La Taupe (Tinker Tailor Soldier Spy) – Tomas Alfredson
  - Cheval de guerre (War Horse) – Steven Spielberg
  - We Need to Talk about Kevin – Lynne Ramsay

### Meilleur acteur
- Brad Pitt pour le rôle de Billy Beane dans Le Stratège (Moneyball)
  - George Clooney pour le rôle de Matt King dans The Descendants
  - Hunter McCracken pour le rôle du fils aîné de M. O'Brien dans The Tree of Life
  - Gary Oldman pour le rôle de George Smiley dans La Taupe (Tinker Tailor Soldier Spy)
  - Michael Shannon pour le rôle de Curtis LaForche dans Take Shelter

### Meilleure actrice
- Juliette Binoche pour le rôle de la galeriste dans Copie conforme (Roonevesht barabar asl ast)
  - Viola Davis pour le rôle d'Aibileen Clark dans La Couleur des sentiments (The Help)
  - Rooney Mara pour le rôle de Lisbeth Salander dans Millénium : Les Hommes qui n'aimaient pas les femmes (The Girl with the Dragon Tattoo)
  - Tilda Swinton pour le rôle d'Eva dans We Need to Talk about Kevin
  - Charlize Theron pour le rôle de Mavis Gary dans Young Adult
  - Mia Wasikowska pour le rôle de Jane Eyre dans Jane Eyre

### Meilleur acteur dans un second rôle
- Brad Pitt pour le rôle de Mr O'Brien dans The Tree of Life
  - Albert Brooks pour le rôle de Bernie Rose dans Drive
  - Robert Forster pour le rôle de Scott dans The Descendants
  - Tom Hardy pour le rôle de Ricki Tarr dans La Taupe (Tinker Tailor Soldier Spy)
  - Max von Sydow pour le rôle du locataire dans Extrêmement fort et incroyablement près (Extremely Loud & Incredibly Close)

### Meilleure actrice dans un second rôle
- Jessica Chastain pour le rôle de Mme O'Brien dans The Tree of Life
  - Bérénice Bejo pour le rôle de Peppy Miller dans The Artist
  - Sandra Bullock pour le rôle de Linda Schell dans Extrêmement fort et incroyablement près (Extremely Loud & Incredibly Close)
  - Kate Mara pour le rôle de Mississippi dans Happythankyoumoreplease
  - Shailene Woodley pour le rôle d'Alexandra King dans The Descendants

### Meilleur scénario original
- Minuit à Paris (Midnight in Paris) – Woody Allen
  - 50/50 – Will Reiser
  - The Artist – Michel Hazanavicius
  - The Tree of Life – Terrence Malick
  - Young Adult – Diablo Cody

### Meilleur scénario adapté
- Le Stratège (Moneyball) – Stan Chervin, Aaron Sorkin et Steven Zaillian
  - The Descendants – Nat Faxon, Alexander Payne et Jim Rash
  - Les Muppets, le retour (The Muppets) – Jason Segel et Nicholas Stoller
  - Submarine – Richard Ayoade
  - La Taupe (Tinker Tailor Soldier Spy) – Bridget O’Connor et Peter Straughan

### Meilleure photographie
- The Tree of Life – Emmanuel Lubezki
  - Le Stratège (Moneyball) – Wally Pfister
  - La Taupe (Tinker Tailor Soldier Spy) – Hoyte Van Hoytema
  - Cheval de guerre (War Horse) – Janusz Kamiński
  - Drive – Newton Thomas Sigel

### Meilleur direction artistique
- The Tree of Life – David Crank
  - The Artist – Gregory S. Hooper
  - Cheval de guerre (War Horse) – Neil Lamont
  - Hugo Cabret (Hugo) – David Warren
  - La Taupe (Tinker Tailor Soldier Spy) – Tom Brown et Mark Raggett

### Meilleure musique de film
- Cheval de guerre (War Horse) – John Williams
  - Les Aventures de Tintin : Le Secret de La Licorne (The Adventures of Tintin : The Secret of the Unicorn) – John Williams
  - Contagion – Cliff Martinez
  - Hanna – The Chemical Brothers
  - Le Stratège (Moneyball) – Mychael Danna

### Meilleure chanson originale
- "Man or Muppet" interprétée par Jason Segel, Peter Linz – Les Muppets, le retour (The Muppets)
  - "Life's A Happy Song" interprétée par Jason Segel, Peter Linz et Amy Adams – Les Muppets, le retour (The Muppets)
  - "Pictures in My Head" interprétée par Steve Whitmire, Eric Jacobson... – Les Muppets, le retour (The Muppets)
  - "So Long" interprétée par Zooey Deschanel et M. Ward – Winnie l'ourson (Winnie the Pooh)
  - "Star Spangled Man" interprétée par "The Star Spangled Signers" – Captain America: First Avenger (Captain America: The First Avenger)

### Meilleur film d'animation
- Les Aventures de Tintin : Le Secret de La Licorne (The Adventures of Tintin : The Secret of the Unicorn)

### Meilleur film documentaire
- Senna

### Meilleur ensemble
- La Taupe (Tinker Tailor Soldier Spy)
  - Contagion
  - Les Marches du pouvoir (The Ides of March)
  - Minuit à Paris (Midnight in Paris)
  - Cheval de guerre (War Horse)

### Meilleur film en langue étrangère
- Copie conforme (Roonevesht barabar asl ast) •  France /  Italie /  Iran
  - Le Voyage du directeur des ressources humaines (The Human Resources Manager) •  France /  Israël /  Allemagne /  Roumanie
  - Le Voyage d'Inuk •  France /  Groenland
  - Sous la ville (W ciemności) •  Pologne /  Allemagne /  Canada
  - Sound of Noise •  Suède

### Breakthrough Award
- Jessica Chastain pour Ennemis jurés, L'Affaire Rachel Singer, La Couleur des sentiments, Take Shelter, The Tree of Life
  - Richard Ayoade pour Submarine
  - Tom Hiddleston pour Minuit à Paris, Thor, Cheval de guerre
  - Hunter McCracken pour The Tree of Life
  - Josh Radnor pour Happythankyoumoreplease

### Oglethorpe Award for Excellence in Georgia Cinema
- Sahkanaga – John Henry Summerour

## Statistiques

### Récompenses multiples
Légende : Nombre de récompenses/Nombre de nominations